# Harvest Moon (loạt trò chơi điện tử năm 2007)
Harvest Moon là một trò chơi điện tử nhập vai mô phỏng nông trại do Natsume xuất bản. Mục tiêu chính của trò chơi là xây dựng lại một trang trại cũ đã bị phá hủy và biến nó thành một trang trại sung túc. Trò chơi cuối cùng của loạt là Harvest Moon: One World, phát hành năm 2020.
Trước đây, Natsume là hãng xuất bản loạt Bokujō Monogatari ra thị trường Bắc Mỹ với tựa Harvest Moon. Năm 2014, Marvelous, nhà phát triển và nhà xuất bản ban đầu của loạt Bokujō Monogatari, quyết định để bộ phận ở Mỹ của riêng họ là Xseed Games tiếp quản phân phối Bắc Mỹ.
Tuy nhiên, do Natsume sở hữu quyền đối với tên Harvest Moon, các tựa game sau này của loạt đã được đổi tên thành Story of Seasons, cùng lúc đó, Natsume bắt đầu sản xuất loạt game của riêng họ với tên Harvest Moon.